# フィティン山
フィティン山（モンゴル語: Хүйтэн оргил、中国語: 輝騰山、フイテン山とも）または友誼峰（ゆうぎほう）は、中華人民共和国・新疆ウイグル自治区とモンゴル国の国境にある山である。標高は4,374メートル（4,356メートルとも）で、モンゴル国の最高峰であり、中国の内モンゴル自治区を含めたモンゴルの最高峰でもある。ロシア、中国、モンゴルの国境地帯に連なるタワン・ボグド連山の五つの峰の一つで、山頂は万年雪に覆われている。山名はモンゴル語で「寒い山」の意味である。
かつてはこの山が「ナイラムダル山」(Найрамдал Уул, Nairamdal Uul)と呼ばれていた。これはモンゴル語で「友情の山」の意味で、中国語では友誼峰となる。現在、ナイラムダル山はタワン・ボグドの別の山の名前になっているが、中国語名の友誼峰はそのままになっている。
この山の約2.5キロメートル北方に、モンゴル・中国・ロシアの三国国境となっている標高4081メートル（または4104メートル）の峰がある。三国間協定および地形図では、この峰は「タワン・ボグド峰」（ロシア語: Таван-Богдо-Ула, Tavan-Bogdo-Ula; モンゴル語: Таван  Богд  Уул, Tavan Bogd Uul）または奎屯山（ピン音:Kuítún shān）と呼ばれている。
1963年にモンゴル政府の支援を受けたモンゴル隊が初登頂に成功した。